# Guy de Blanchefort
Guy de Blanchefort (Moutier-Malcard, 1446 – Mar Mediterraneo, 1513) è stato Gran Maestro dell'Ordine di Malta dal 1512 fino alla sua morte.

## L'ombra di Pierre d'Aubusson
Secondo figlio di Guy III de Blanchefort e della sovrana d'Aubusson (sorella di Pierre d'Aubusson, precedentemente Gran Maestro dell'Ordine), Guy de Blanchefort entrò a far parte dell'ordine nella speranza di trarre da esso notevoli benefici, grazie anche all'influenza dello zio. Un'iscrizione ritrovata nella chiesa di San Giovanni a Bourganeuf, daterebbe la sua entrata nell'Ordine al 1486, divenendo in seguito Comandante di Morterolles e di Cipro. Quando lo zio verrà eletto Gran Maestro nel 1476, egli gli succederà nella funzione di Gran Priore della Langue d'Auvergne.
Nel settembre del 1482, a lui venne consegnata la salvaguardia di Cem, fratello del sultano, rifugiatosi presso l'ordine dopo la sua sconfitta ad opera del fratello. Albergando all'estero, a Nizza, si spostò nel Delfinato, e poté entrare quindi a Morterolles, quando l'insicurezza sulla vita del principe era stata risolta e dal 1486 al 1488 e si recò con lui a Bourganeuf. Nel novembre del 1488, Guy de Blanchefort scortò Cem in un viaggio a Roma, dove incontrerà Innocenzo VIII nel marzo dell'anno seguente.
In questo periodo della sua vita viene visto come uno zelante esecutore degli ordini dello zio, ma si distinse anche come valente comandante militare.

## Ancora scontri con l'Impero Ottomano
Nel giugno del 1499, una flotta turca, comandata da Kapoudan Pacha Daoud si diresse verso la costa occidentale della Grecia al fine di sbarcare un'armata che prendesse il controllo di alcune città (Modon, Coron e Navarino). La flotta francese, rinforzata per due terzi da vascelli Ospitalieri, venne assegnata al comando di Blanchefort, il quale pose la flotta in modo tale da bloccare il passaggio alla squadra ottomana. In agosto, i primi combattimenti sono a vantaggio dei francesi. In un secondo attacco, il 20 agosto, la flotta turca riuscì a penetrare nel Golfo di Patrasso. Qui la flotta francese combatté la "Grande Battaglia di Rodi". Il vantaggio dei francesi, aumentò con la scesa in campo della flotta veneta, comandata dal Generale Grimani. La flotta turca allora sbarcò sui possedimenti greci della Repubblica di Venezia e Blanchefort ripiegò in difesa di Rodi.
Nel 1512, il Capitolo dell'Ordine si riunì a Rodi, per decidere il successore di Emery d'Amboise, il quale nel frattempo era succeduto a Pierre d'Aubusson e che ora era deceduto. Blanchefort verrà scelto per questo incarico, ma morirà nel viaggio di ritorno a Rodi, nel 1513.